# Best (magazine)
 (mars 2025).
 (septembre 2022).
Si vous disposez d'ouvrages ou d'articles de référence ou si vous connaissez des sites web de qualité traitant du thème abordé ici, merci de compléter l'article en donnant les références utiles à sa vérifiabilité et en les liant à la section « Notes et références ».
 (mars 2025).
La mise en forme du texte ne suit pas les recommandations de Wikipédia : il faut le « wikifier ».
Les points d'amélioration suivants sont les cas les plus fréquents. Le détail des points à revoir est peut-être précisé sur la page de discussion.
- Les titres sont pré-formatés par le logiciel. Ils ne sont ni en capitales, ni en gras.
- Le texte ne doit pas être écrit en capitales (les noms de famille non plus), ni en gras, ni en italique, ni en « petit »…
- Le gras n'est utilisé que pour surligner le titre de l'article dans l'introduction, une seule fois.
- L'italique est rarement utilisé : mots en langue étrangère, titres d'œuvres, noms de bateaux, etc.
- Les citations ne sont pas en italique mais en corps de texte normal. Elles sont entourées par des guillemets français : « et ».
- Les listes à puces sont à éviter, des paragraphes rédigés étant largement préférés. Les tableaux sont à réserver à la présentation de données structurées (résultats, etc.).
- Les appels de note de bas de page (petits chiffres en exposant, introduits par l'outil «  Source ») sont à placer entre la fin de phrase et le point final[comme ça].
- Les liens internes (vers d'autres articles de Wikipédia) sont à choisir avec parcimonie. Créez des liens vers des articles approfondissant le sujet. Les termes génériques sans rapport avec le sujet sont à éviter, ainsi que les répétitions de liens vers un même terme.
- Les liens externes sont à placer uniquement dans une section « Liens externes », à la fin de l'article. Ces liens sont à choisir avec parcimonie suivant les règles définies. Si un lien sert de source à l'article, son insertion dans le texte est à faire par les notes de bas de page.
- La présentation des références doit suivre les conventions bibliographiques. Il est recommandé d'utiliser les modèles {{Ouvrage}}, {{Chapitre}}, {{Article}}, {{Lien web}} et/ou {{Bibliographie}}. Le mode d'édition visuel peut mettre en forme automatiquement les références.
- Insérer une infobox (cadre d'informations à droite) n'est pas obligatoire pour parachever la mise en page.

Pour une aide détaillée, merci de consulter Aide:Wikification.
Si vous pensez que ces points ont été résolus, vous pouvez retirer ce bandeau et améliorer la mise en forme d'un autre article.
Pour les articles homonymes, voir Best.
Best est un magazine musical français spécialisé dans le rock qui a paru de septembre 1968 à mars 2000, avec une interruption de décembre 1994 à fin 1998, pour reparaître en 1999-2000 pour quelques numéros seulement avant une nouvelle relance de nouveau en février 2022. 
Le fondateur Jacques Morlain voulait concurrencer Rock&Folk, lancé en 1966, en revendiquant un style plus populaire. Trouvant rapidement sa place à côté de son aîné, le magazine acquiert alors une grande notoriété, qui s'étend sur plus de trois décennies. Un livre-anthologie des meilleurs articles, Best of Best, sort en 2010, édité par Le Castor Astral.
En février 2022, David Swaelens-Kane, propriétaire du magazine Photo et de la licence de la marque Playboy pour les pays francophones, décide de relancer le magazine sous forme de mook trimestriel.

## Histoire

### Succès rapide
Best a été fondé le 21 septembre 1968 par Jacques Morlain, rédacteur en chef et créateur du nom du magazine, aidé par le directeur de la publication Gérard Bernar et financé par le secrétaire de Charles Aznavour. Cette création est due en partie à Jean-Claude Berthon, le mentor de Gérard Bernar, qui lui a inoculé le virus de la presse en l’engageant en 1965 comme maquettiste et rédacteur à Disco Revue, premier magazine français de rock.
D'abord bimestriel, édité sur 12 pages et imprimé en une seule couleur (grenat pour le numéro 1, avec les Rolling Stones en couverture), Best devient rapidement mensuel (après 6 numéros) et augmente sa pagination, succès oblige. Autour des dirigeants du magazine, on trouve les plumes de Kurt Mohr, Jean Mareska et sa future épouse Catherine Claude, Alain Gaillard, Jean-Noël Coghe, Philippe Paringaux, Sylvie Jouffa, Jacques Leblanc (futur fondateur de Jukebox magazine), Alain Lemaire, Stanislas Vitold, Philippe Bas-Rabérin, Thierry Walter, Norbert Petit, Jean-Paul Commin, Hervé Muller, Hervé Picart, Jean-Noël Ogouz, Pierre Jahiel, Jean-Marie Leduc, Magda Tobaly, entre autres.
Le magazine s'intéresse au blues, au rock, à la soul, à la pop music. C’est la grande époque des Doors et du Hey Jude des Beatles, Arthur Brown enflamme les discothèques avec son tube Fire, Canned Heat envahit les ondes avec le célèbre On the road again et The Jimi Hendrix Experience sort son double album culte Electric Ladyland, tandis que le fameux power trio Cream se sépare.
Les photos sont d'abord assurées par Gérard Bernar, Bruno Ducourant, Jean-Louis Rancurel et Claude Gassian, puis par Jean-Yves Legras. En 1969, à la suite du retrait de Jacques Morlain, Patrice Boutin reprend le magazine et devient le nouveau directeur de la publication.
En  juillet 1970, Gérard Bernar se rend à New-York pour un festival au Downing stadium, où se produit notamment Jimi Hendrix deux mois avant sa mort, et rencontre Sacha Reins, correspondant de la revue et ancien secrétaire de B.B. King aux États-Unis. Il lui propose de venir s’installer à Paris et renforcer l’équipe rédactionnelle de Best. En 1971, Sacha Reins prend la direction éditoriale de « La meilleure actualité de l'évolution musicale » (sous-titre du magazine), avant de devenir rédacteur en chef en 1972, à la suite du départ de Gérard Bernar qui ne s’entendait plus avec Patrice Boutin et qui, en compagnie de Joël Jordy et Alain Douarche, rachète à Monsieur Truffaut le mensuel Extra créé en décembre 1970 par Jean-Claude Berthon et qui venait de renaître de ses cendres. Avec l'aide de Christian Lebrun, engagé en 1970, Sacha Reins parvient à structurer la rédaction et fait de Best un concurrent sérieux pour le déjà bien installé Rock & Folk.

### L'âge d'or de Christian Lebrun
Le tirage est de plus de 100 000 exemplaires en 1974 quand Sacha Reins démissionne de son poste de rédacteur en chef pour rejoindre KCP, la plus importante société de production de concerts rock en France. Il reste cependant journaliste salarié à Best, Patrice Boutin lui ayant fait cette offre pour l'empêcher de passer à la concurrence ou de créer sa propre revue (Sacha Reins écrira néanmoins par la suite, principalement sur la musique et le cinéma, pour de grands magazines français et britanniques, dont Le Point). Christian Lebrun, officiellement secrétaire de rédaction, reprend le poste de rédacteur en chef qu'il assumait déjà en partie. Les photos de Claude Gassian et du célèbre artiste new-yorkais Bob Gruen étaient aussi reproduites dans Best. Lebrun recrute une nouvelle équipe de talent : Francis Dordor, Patrick Eudeline, Bill Schmock, Michel Embareck, Brenda Jackson (future cofondatrice avec Alain Pons du mensuel rock Feeling en 1977) et un correspondant à New York, Jean-Gilles Blum (cousin germain du futur correspondant à Londres Bruno Blum). Philippe Constantin, futur fondateur de Virgin France, découvreur de Téléphone et Rita Mitsouko, éditeur de renom (le prix Constantin est créé après sa disparition) tient à cette époque la rubrique du courrier des lecteurs sous le nom de Peter Clafoutis.
Dès 1974, armé de sa nouvelle équipe, Christian Lebrun s'attache à diriger Best avec une plus grande réactivité aux nouveaux courants que Rock & Folk néglige souvent. Best touche alors un public élargi et se distingue de son confrère et concurrent par l'introduction d'éléments jugés plus modernes et de nature à fidéliser un lectorat plus jeune et plus sensible à de tels éléments. Le « mensuel du rock » contient ainsi un double poster grand format et un classement des meilleurs disques de rock, mis à jour chaque mois en fonction du vote de ses lecteurs et désigné sous le terme « Bestop ». Ce classement devient le baromètre des tendances et succès discographiques du moment. De par son intérêt et sa proximité avec des artistes majeurs tels que The Who, les Rolling Stones, David Bowie ou Led Zeppelin, le magazine est largement porté par leur succès en France, Belgique et Suisse. À une époque où le rock ne connaissait que très peu de visibilité à la télévision, à la radio et dans la presse, Best et Rock & Folk ont eu un impact important dans la jeunesse française. Ils étaient le lien presque exclusif entre la scène rock et son public. Les affiches en couleurs grand format, imprimées des deux côtés et agrafées au centre des numéros, ont contribué au succès du mensuel, qui fête son no 100 en novembre 1976 avec Ringo Starr en couverture.
Conçu, réalisé et coordonné par Bruno Blum, un livre anthologie de la période 1968-1979 a paru en novembre 2010 sous le titre Best of Best. Un tome 2, annoncé pour 2011, est toujours attendu.

### La Nouvelle Vague
À partir de 1977, avec la nouvelle vague punk et les bouleversements du panorama musical qui s'ensuivent, le tirage du magazine ne cesse d'augmenter. Sous l'influence des articles de Bill Schmock, Patrick Eudeline, Bruno Blum, Gilles Riberolles ou Francis Dordor, qui traitaient ces nouvelles tendances, le tirage passe ainsi de 110 000 exemplaires en 1977 à 185 000 exemplaires en 1980. Plus que ses concurrents Extra, Rock News (fondé par Michel Estéban) et Rock & Folk, le magazine est ouvert à des styles variés, plus réactif aux nouveaux talents de scènes diverses comme le reggae, le funk, la soul, le punk rock, la new wave américaine et anglaise, le rock français, et contribue ainsi grandement à faire découvrir à la France des groupes et artistes essentiels comme The Clash, Motörhead, AC/DC, Sex Pistols, The Stray Cats, The Pretenders, Police, Devo, Peter Tosh, La Mano Negra ou The Cure. Les nombreux articles sur le rock progressif et le très populaire hard rock, notamment sous la plume de l'incontournable et prolifique Hervé Picart (qui anime aussi la rubrique « Le Croque-Vinyle »), participent pleinement au succès du mensuel. 
Toujours agitée de polémiques passionnées, la rubrique du courrier des lecteurs est tenue par rotation des rédacteurs (comme les chroniques de concerts). Le « Rock d'Ici » de Philippe Lacoche, Alain Pons et Brenda Jackson explore la province, traque les scoops et contribue à raviver la flamme du rock pour les jeunes générations. Alors que la nouvelle vague du rock anglais était très influente, le rendez-vous mensuel des trois pages « In The City » du jeune correspondant à Londres Bruno Blum (également dessinateur de BD, photographe et musicien) contribue également à faire de Best une lecture indispensable pour tout amateur de rock en Europe francophone. Après les pionnières Sylvie Roman (alias Sylvie Jouffa) et Catherine Claude en 1968, Christian Lebrun a ouvert les portes de la rédaction à plusieurs femmes : d'abord Brenda Jackson, puis dans les années 1980, Laurence Romance, Emmanuelle Debaussart, Myriam Léon et Catherine Chantoiseau. Lebrun publiait également les illustrations et bandes dessinées de Bruno Blum, qui finit par tenir une rubrique BD dans les années 1980. Le Bruxellois Dominique Debecker diversifie encore la rédaction. 
Si l'ambiance était bonne dans les petits bureaux nichés sous les toits de la rue d'Antin, la rédaction n'était pas extensible et Lebrun dut par exemple refuser à contrecœur les articles du futur romancier Laurent Chalumeau, qui rejoint alors la concurrence. Par ailleurs, les tensions entre la direction, d'orientation politique proche de celle de Jean-Marie Le Pen, et une rédaction de gauche influencée par les idées de Mai 68, étaient permanentes. Bien que mal rémunérés, les journalistes en herbe avaient accès à de grandes stars, réalisaient des reportages passionnants racontés sur plusieurs pages et vivaient une aventure inespérée. Plusieurs rédacteurs étaient en fait des musiciens qui ont publié des disques : Patrick Eudeline avec notamment Asphalt Jungle, Gilles Riberolles avec Casino Music puis Jumbo Layer, Hervé Picart avec Ose. Jean-Michel Reusser a fondé pour sa part la société de production et édition musicale Taktic Music et collaboré avec succès pendant plusieurs années avec John Cale et le Lama Gyourmé. Bruno Blum a publié plusieurs albums de qualité sous son nom, notamment de reggae. Il enregistre avec les musiciens de Bob Marley et de Fela Kuti, et travaille comme réalisateur artistique sur sept albums de Serge Gainsbourg. Un site internet réalisé par Bruno Blum sur Facebook, illustré par 300 photos légendées, retrace l'épopée du magazine avec une participation de divers membres de la rédaction.

### Phase de déclin
Après les émissions de radio rock de Philippe Manœuvre et Brenda Jackson, Bernard Lenoir et Alain Maneval sur France Inter, Rock à l'œil d'Yves Bigot sur Europe 1 ou Georges Lang et Francis Zegut sur RTL, Best se voit concurrencé par l'irruption des radios « libres » et commerciales à partir de 1981, puis par le nouveau mensuel Les Inrockuptibles (1986), auquel Francis Dordor contribue déjà sous un pseudonyme. Avec l'émission de télévision Chorus (1979) d'Antoine de Caunes, puis Les Enfants du rock (1981) auxquels contribua Bruno Blum, le rock touchait désormais le grand public français. De nouvelles signatures apparaissent, elles seront de plus en plus nombreuses au cours des années 1980. Parmi elles, Gérard Bar-David, le Niçois Youri Lenquette (qui en 1981 reprend le poste de correspondant à Londres), Jean-Michel Reusser, Arnaud Viviant, Laurence Romance, Jean-Luc Manet, puis Éric Ouzounian, David Dufresne, le Bruxellois Dominique Debecker, Catherine Chantoiseau, Ian Holchaker, Frank Brignaudy, Mehdi Boukhelf, José Ruiz. Apparaissent les Closh, une BD pastiche à suivre de Dodo et Ben Radis.
Mort dans un accident de la route au volant de sa Ferrari en 1982, le propriétaire Patrice Boutin est remplacé par sa veuve Sylvie Boutin, qui n'a aucune expérience de la presse. En mars 1985, le no 200 présente Mick Jagger en couverture, symbole de modernité en 1965 mais pas vraiment en 1985. L'équipe a vieilli et le journal aussi. Quand le rédacteur en chef Christian Lebrun meurt par noyade accidentelle le 14 juillet 1989, le déclin des ventes est déjà bien amorcé. Francis Dordor, qui le remplace, ne parvient pas à l'enrayer.
Le rock lui-même connaît une nette phase de déclin à partir du milieu des années 1990. En 1993, à l'occasion des vingt-cinq ans du magazine, un numéro hors-série anthologie de 160 pages, conçu par Gilles Riberolles et intitulé « Seventies Graffiti - 25 grands moments de rock » qui réédite en fac-similé des articles de 1972 à 1979, donne déjà une impression de nostalgie. Si le no 300 paraît en juillet 1993 et que divers numéros hors-série, dont un Best of Blues (conçu par Gilles Riberolles et Patrick Eudeline), un Best of Rap (conçu par Jean-Éric Perrin) et un Best of Reggae (conçu par Bruno Blum) marquent 1994, la fin de l'aventure semble proche. Best cesse de paraître après le numéro de décembre 1994, brièvement remplacé pour quelques numéros par B-Mag, projet de l'imprimeur du magazine Gérard Clairiot, avant de redémarrer l'année suivante, sous une nouvelle numérotation, avec comme rédacteurs en chef successifs Jean-Pierre Sabouret (pour huit numéros) puis Christophe Goffette (futur rédacteur en chef de CROSSroadS), pour une trentaine de parutions supplémentaires, avant de disparaître à nouveau.

### Renaissance
En 1998, le titre est une nouvelle fois relancé par l'éditeur de la publication Hard Force Magazine. Douze numéros d'une nouvelle formule paraissent ainsi à partir du mois de décembre. Le premier numéro présente Garbage en couverture. Christian Lamet est alors rédacteur en chef de la nouvelle formule (en parallèle de son poste équivalent dans Hard Force Magazine) et souhaite proposer avec la nouvelle équipe un contenu éditorial dense et pluraliste, dans l'esprit initial de la revue, avec une ouverture vers les nouveaux médias CD-ROM et Internet. Présentée par l'animateur de France Inter Laurent Lavige, une émission de radio contenant des séances d'enregistrement acoustiques et des chansons inédites est ainsi incluse sur le CD-ROM qui accompagne l'édition papier. Le magazine devient rapidement partenaire d'un grand nombre de concerts et tournées rock en France et, par exemple, édite un numéro spécial gratuit, distribué dans l'enceinte du Palais Omnisports de Paris Bercy, lors d'un concert des Red Hot Chili Peppers. Malgré une relance plutôt réussie, le magazine est arrêté à la suite d'une décision relative à l'exploitation du titre et sa parution cesse définitivement en mars 2000.
En février 2022, David Swaelens-Kane fait renaître de ses cendres le titre sous forme de mook (contraction de magazine et book, livre-magazine en français) à vocation de révélateur de talents, via notamment les Best Awards devant récompenser le meilleur des nouveaux talents. Patrick Eudeline en devient le nouveau rédacteur en chef. Mais la nouvelle formule s'arrêtera en 2023 au 5e numéro.
En janvier 2025, Best is back ! David Vesper est nommé rédacteur en chef du magazine mythique. Il est accompagné de son frère Julien, chargé de la direction artistique. Les deux frères s'occupent également de Playboy France depuis l'automne 2024.   

## Principaux collaborateurs
Rédacteurs :

Gérard Bar-David, Jacques Barsamian, Philippe Bas-Rabérin, Bahlouli Belkacem, Gérard Bernar, Bruno Blum, Jean-Gilles Blum, Mehdi Boukhelf, Frank Brignaudy, Julien Capraro, Catherine Claude, Jean-Noël Coghe, Philippe Constantin, Daniel Darc, Emmanuelle Debaussart, Dominique Debecker, Jacques Denis, Francis Dordor, Laurent Ducastel, François Ducray, David Dufresne, Michel Embareck, Patrick Eudeline, Alain Gaillard, Claude Gassian, Pascale Geoffrois, Guillaume Godard (Jean-William Thoury), Roland Godefroy, Christophe Goffette, Ian Holchaker, Brenda Jackson, Pierre Jahiel, Sylvie Roman (Sylvie Jouffa), Isabelle Karcher, Clark Kent, Christian Lamet, Philippe Lacoche, Laurent Lamet, Jacques Leblanc, Christian Lebrun, Jean-Marie Leduc, Juliette Legouy, Alain Lemaire, Youri Lenquette, Myriam Léon, Michel Lousquet, Jean-Luc Manet, Jean Mareska, Kurt Mohr, Hervé Muller, Jean-Noël Ogouz, Alain Ottavi, Éric Ouzounian, Claude Gémet (Philippe Paringaux), Jean-Éric Perrin, Hervé Picart, Alain Pons, Sacha Reins, Jean-Michel Reusser, Gilles Riberolles, Alain Robillard, Laurence Romance (Laurence Milbled), José Ruiz, Bill Schmock (Alain Wais), Magda Tobaly, Christophe Tomas, Arnaud Viviant, Thierry Walter, Patrick Williams...
Photographes :

Jean-Louis Rancurel, Gérard Bernar, Claude Gassian, Bruno Ducourant, Barry Plummer, Stephanie Cornfield ,Renaud Corloüer, Jean-Yves Legras, Bertrand Alary, Bob Gruen, Youri Lenquette, Bruno Blum, Laurent Zefirini, Renan Marzin...
Illustrateurs :

Gérard Bernar, Bruno Blum et Klaus (Gilles Hurtebize), Dodo et Ben Radis, Jacky Souchu, Wiaz....
Maquettistes :

Gérard Bernar, Laurent Lamet, Jocelyn Barbier, Stéphane Heurtaux, Jacky Souchu (Jacques Pierszchlecwicz), Gaël José, Sandrine Rivière, Claudio Manetta-Scott.
Secrétariat : 

Régine Régnier, Hélène Get, Cécilia Gaspar.